# Gallirallus pacificus
El rascón del Pacífico, también rascón de Tahití o Tahiti (Gallirallus pacificus) es una especie extinta de ave gruiforme de la familia Rallidae que habitaba en la Polinesia; concretamente, era una especie endémica de Tahití.
Cuando viajaba por el Pacífico en el siglo XVIII el inglés James Cook, los indígenas de Tahití se tocaban con sombreros hechos de plumas de cotorra, lo que llevó a la extinción total de dos especies. Algunos científicos creen que la caza abusiva de ciertas especies de aves por la población local las llevaron a su desaparición en esta zona de Oceanía.
El rascón del Pacífico es una de estas especies, y desapareció probablemente entre 1780 y 1800. El zoólogo Johann Reinhold Forster, que acompañaba a Cook, descubrió esta especie para la ciencia occidental y realizó una descripción detallada, incluso realizó un dibujo en color de la misma. El artista Keulemans realizó la plancha publicada en 1905, sobre la acuarela original, conservada en el British Museum de Londres.
Exceptuando este documento, todo lo relativo a esta especie queda oculto para los ornitólogos.